# Pronephrium exsculptum
Pronephrium exsculptum là một loài thực vật có mạch trong họ Thelypteridaceae. Loài này được (Baker) Holttum miêu tả khoa học đầu tiên năm 1972.